# 美国遗产行动
美国遗产行动（Heritage Action for America）通常简称为遗产行动（Heritage Action），是一个成立于2010年的美國保守主義組織。遗产行动在美国各地都有分支机构。 該組織是保守派智庫美国传统基金会的姊妹组织，是美國国会共和党人中最有影响力的游说团体之一。